# Halina Karpińska-Kintopf
Halina Katarzyna Karpińska-Kintopf (ur. 20 sierpnia 1902 w Warszawie, zm. 13 marca 1969 w Poznaniu) – polska artystka plastyk, malarka, projektantka tkanin, pedagog.

## Życiorys
Urodziła się 20 sierpnia 1902 w Warszawie, w rodzinie Józefa Karpińskiego i Olimpii z Knaapów. Ukończyła Państwowe Kursy Pedagogiczne dla Nauczycieli Rysunku. Od 1923 studiowała w warszawskiej Szkole Sztuk Pięknych, studiowała architekturę wnętrz u prof. Józefa Czajkowskiego. Była członkiem Bloku Związku Zawodowych Polskich Artystów Plastyków, stowarzyszenia „Służba Obywatelska” i Polskiego Zjednoczenia Kobiet Pracujących Zawodowo. Od 1926 należała do Spółdzielni Artystów Ład, specjalizowała się w tkactwie artystycznym, razem z Heleną Bukowską-Szlekys i Lucjanem Kintopfem zaangażowała się w przywrócenie świetności technice żakardu. Tworzyła gobeliny, kilimy oraz projektowała tkaniny z zastosowaniem koronek, projektowała również meble i wnętrza mieszkalne. Dodatkowym zajęciem Haliny Karpińskiej-Kintopf było malarstwo, tworzyła pejzaże, martwe natury i portrety. 20 grudnia 1934 poślubiła Lucjana Kintopfa, para przeprowadziła się w 1938 do Poznania.
Po wybuchu II wojny światowej powróciła z mężem do Warszawy, po upadku powstania warszawskiego została wraz z urodzonym w 1942 synem Piotrem wysiedlona na Kielecczyznę. Po zakończeniu wojny powróciła do Poznania i zaangażowała się uruchomienie w Państwowej Wyższej Szkoły Sztuk Plastycznych, gdzie wykładała projektowanie wnętrz mieszkalnych i tkactwo artystyczne. Była projektantem ceramiki i zabawek.
Zmarła 13 marca 1969 w Poznaniu, pochowana 17 marca 1969 na Cmentarzu komunalnym Junikowo (pole 4-A-28).